# Kluger Hans

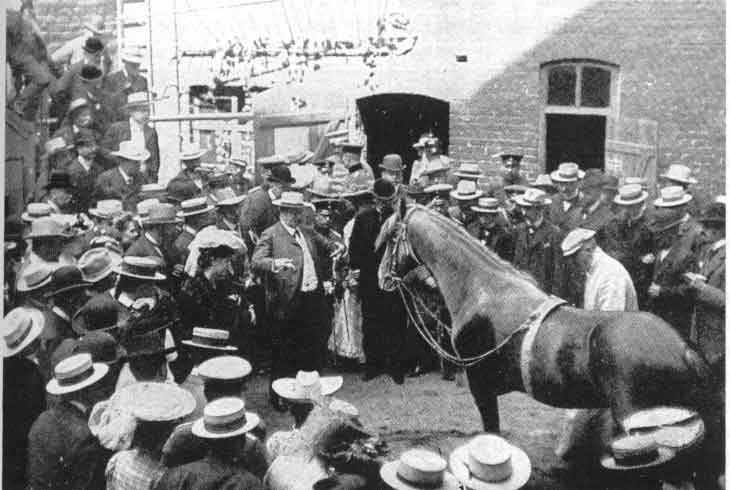
Vorstellung des Klugen Hans, 1904

Der Kluge Hans (* um 1895; † nach 1916) war ein Pferd der Rasse Orlow-Traber, das angeblich rechnen und zählen konnte. In den Jahren vor dem Ersten Weltkrieg erregte der Schulmeister und Mathematiklehrer Wilhelm von Osten mit Hans erhebliches Aufsehen.

## Wissenschaftliche Sensation oder Betrug

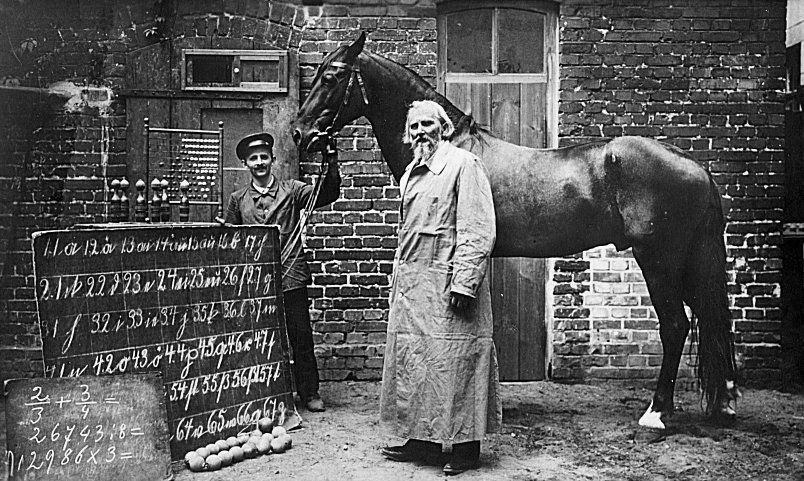
Wilhelm von Osten mit dem Klugen Hans (um 1908)

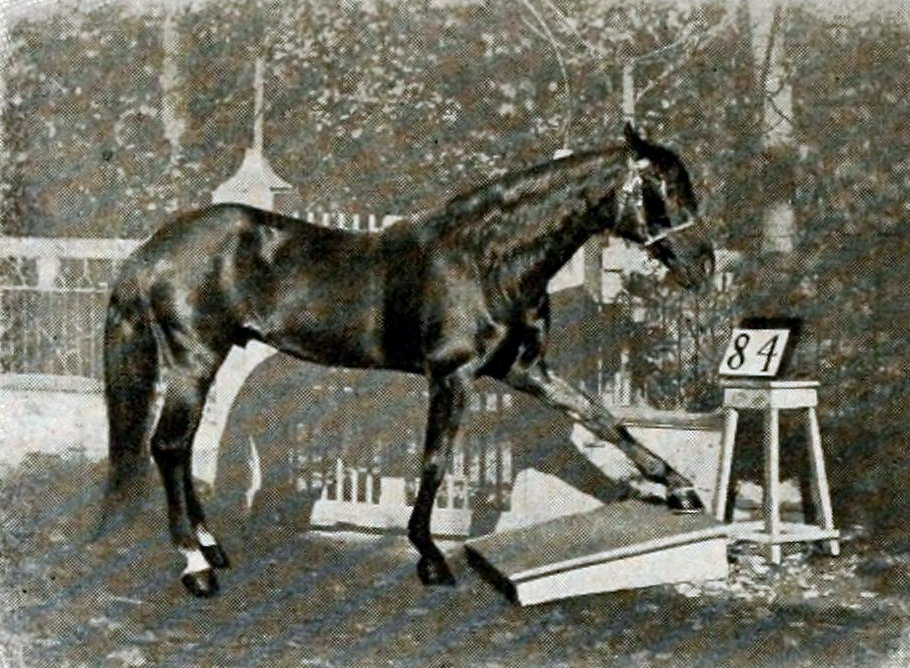
Der Kluge Hans am Tretbrett (1909)

Hans beantwortete die Aufgaben seines „Lehrers“ mit dem Klopfen eines Hufes oder durch Nicken/Schütteln des Kopfes. Derart konnte Hans arithmetische Aufgaben lösen, ferner auch buchstabieren und Gegenstände oder Personen abzählen. Von Osten war offenbar von seinem Lehrerberuf und seinen Fähigkeiten dermaßen überzeugt, dass er glaubte, seine pädagogischen Methoden auch auf seine Pferde – vor dem Klugen Hans hatte er schon einen Hans I. besessen und trainiert – anwenden zu können. In seinem später veröffentlichten Buch über den Klugen Hans bezeichnete der Psychologe Oskar Pfungst von Osten als „scharfsinnig in der Unterrichtsmethode und doch wieder ohne Verständnis für die elementarsten Formen wissenschaftlicher Untersuchung“.
Schließlich wurde im September 1904 tatsächlich eine 13-köpfige wissenschaftliche Kommission unter Leitung von Carl Stumpf, einem Philosophie-Professor und Mitglied der Preußischen Akademie der Wissenschaften, aus der deutschen Reichshauptstadt eingesetzt, um dem Phänomen auf den Grund zu gehen. Die Kommission vermutete zunächst einen Trick oder Betrug seitens des Mathematiklehrers, doch das Pferd beantwortete Aufgaben auch richtig, wenn ein Fremder die Fragen stellte und von Osten abwesend war.
Schließlich löste Oskar Pfungst, der zu dieser Zeit noch Student von Stumpf war, das Rätsel: Hans beherrschte zwar nicht die Mathematik, konnte dafür aber feinste Nuancen in Gesichtsausdruck und Körpersprache seines menschlichen Gegenübers deuten. Unwillkürlich nahmen die Fragesteller vor dem entscheidenden „korrekten“ Hufklopfen des Pferdes eine gespannte Haltung ein, nach der „richtigen Antwort“ drückten sie mit ihrer Körpersprache unbeabsichtigt Signale der Erleichterung aus, die „der Kluge Hans“ in etwa 90 % aller Fälle wahrnahm und in das gewünschte Verhalten umsetzte. Dies funktionierte natürlich nur, wenn der Fragesteller die Antwort auch selbst kannte. Allerdings wurden „die Körpersprache und das Mienenspiel der fragenden Person niemals durch Filmaufnahmen dokumentiert. Daher sind diese unbewussten und nicht kontrollierbaren Signale immer noch völlig unbekannt.“
In der Aachener Allgemeinen Zeitung wurde am 13. Dezember 1904 das Ergebnis der Untersuchung unter der Überschrift Der entlarvte „Kluge Hans“ wie folgt zusammenfassend kommentiert:

„Das Pferd muß im Laufe des langen Rechenunterrichts gelernt haben, während seines Tretens immer genauer die kleinen Veränderungen der Körperhaltung, mit welchen der Lehrer unbewußt die Ergebnisse seines eigenen Denkens begleitete, zu beachten und als Schlußzeichen zu benutzen. Diese Sicherheit in der Wahrnehmung kleinster Bewegungen bleibt erstaunlich.“

## Folgen für denKlugen Hans
Von Osten war nach Abschluss der Untersuchungen über das Ergebnis sehr aufgebracht. Richtete sich sein Ärger zunächst gegen das Pferd, so gewann er doch schon bald das alte Vertrauen zurück und von Osten erlaubte keinerlei weitere Experimente. Das von ihm aufgebaute Weltbild wurde rasch wiederhergestellt und alle unleugbaren Tatsachen, die diesem widersprachen, wurden ignoriert.
Nachdem von Osten 1909 gestorben war, ging der Kluge Hans in den Besitz des Kaufmanns Karl Krall über, der weitere Experimente mit ihm anstellte und auch andere Pferde trainierte. Er richtete ein psychologisches Laboratorium im Stall des Geheimen Kommerzienrates von der Heydt in Elberfeld ein und arbeitete dort mit insgesamt elf Pferden, zwei Eseln, einem Pony und einem Elefanten. Aus seinen Versuchsreihen ging 1912 das Buch Denkende Tiere hervor; ferner gab er die Zeitschrift Tierseele heraus. Finanzieller Erfolg blieb ihm jedoch versagt, 1916 gab er seine Arbeit mit den Tieren auf. Hans und die anderen rechnenden Pferde von Elberfeld wurden zum Einsatz im Ersten Weltkrieg herangezogen, das weitere Schicksal des Klugen Hans ist unbekannt.

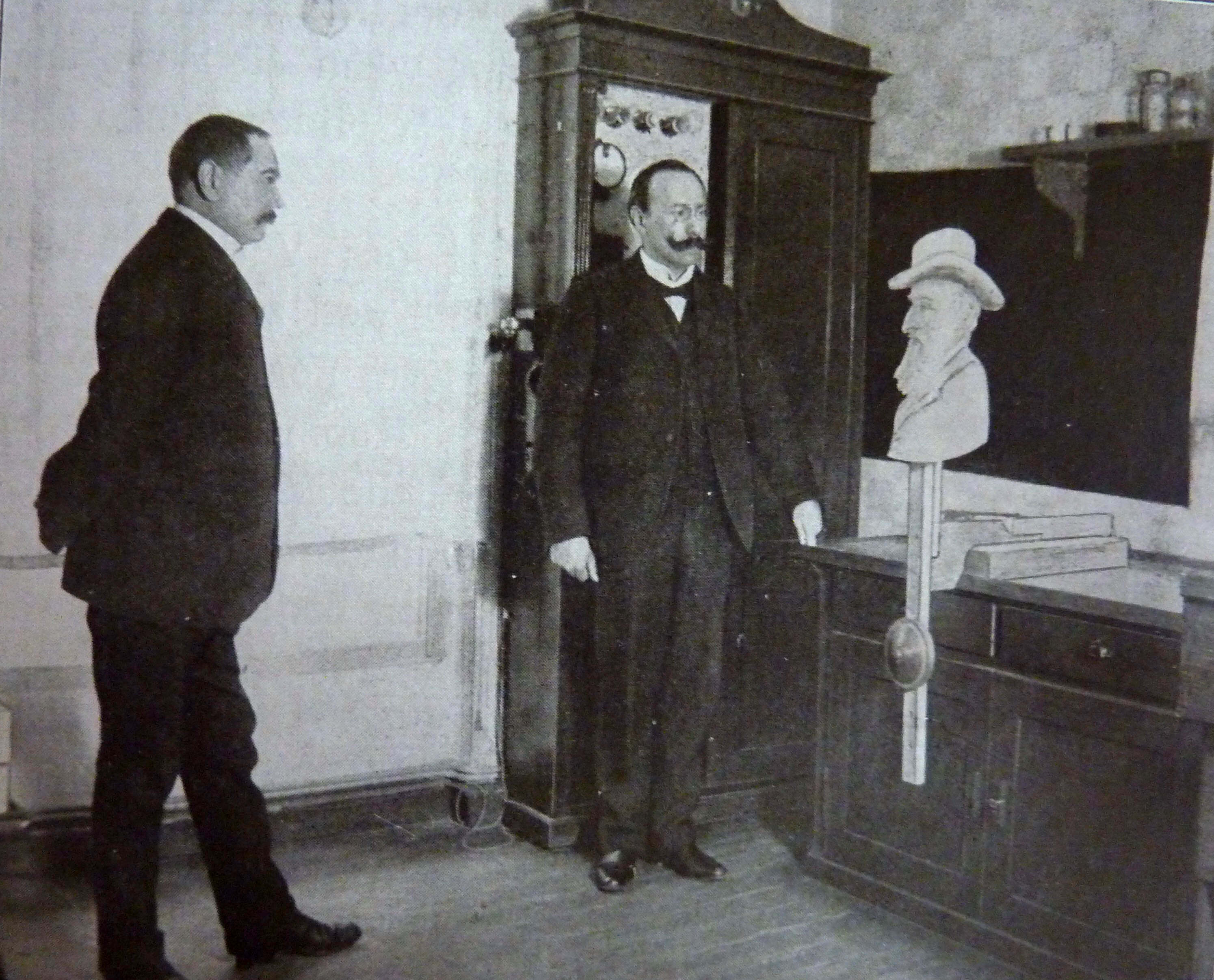
Versuch zur Wahrnehmung unwillkürlicher Körperbewegungen

## Folgen für die Wissenschaft
Der sogenannte Kluger-Hans-Effekt ging als wichtige Erkenntnis – nicht nur der Tierpsychologie – in die Wissenschaftsgeschichte ein, er verhalf der experimentellen Psychologie zum Durchbruch. Als Kluger-Hans-Effekt bezeichnet man allgemein die unbewusste einseitige Beeinflussung des Verhaltens von Versuchstieren, insbesondere in die Richtung, dass der beim Versuch erwartete Effekt eintritt. Der Effekt kann durch Verwendung des Forschungsdesigns der sogenannten Doppelblindstudie oder von „unaufdringlichen Messungen“ vermieden werden. Bei der wissenschaftlichen Bewertung der sogenannten Gestützten Kommunikation, bei der ein Kommunikationshelfer durch Berührung eine kommunikationsbeeinträchtige Person (zum Beispiel infolge von non-verbalem Autismus) dabei unterstützt, schriftliche Nachrichten in eine Kommunikationshilfe-Tastatur einzugeben, verweisen Wissenschaftler auf den Kluger-Hans-Effekt, um diese Kommunikationsmethode zu widerlegen.
Auch in die Sozialforschung ist der Kluger-Hans-Effekt als Reaktivität (des Befragten auf Verhalten, Äußeres und unterstellte Werthaltungen des Befragers sowie auf die Situation des Interviews, vgl. auch Interviewereffekt) eingegangen.

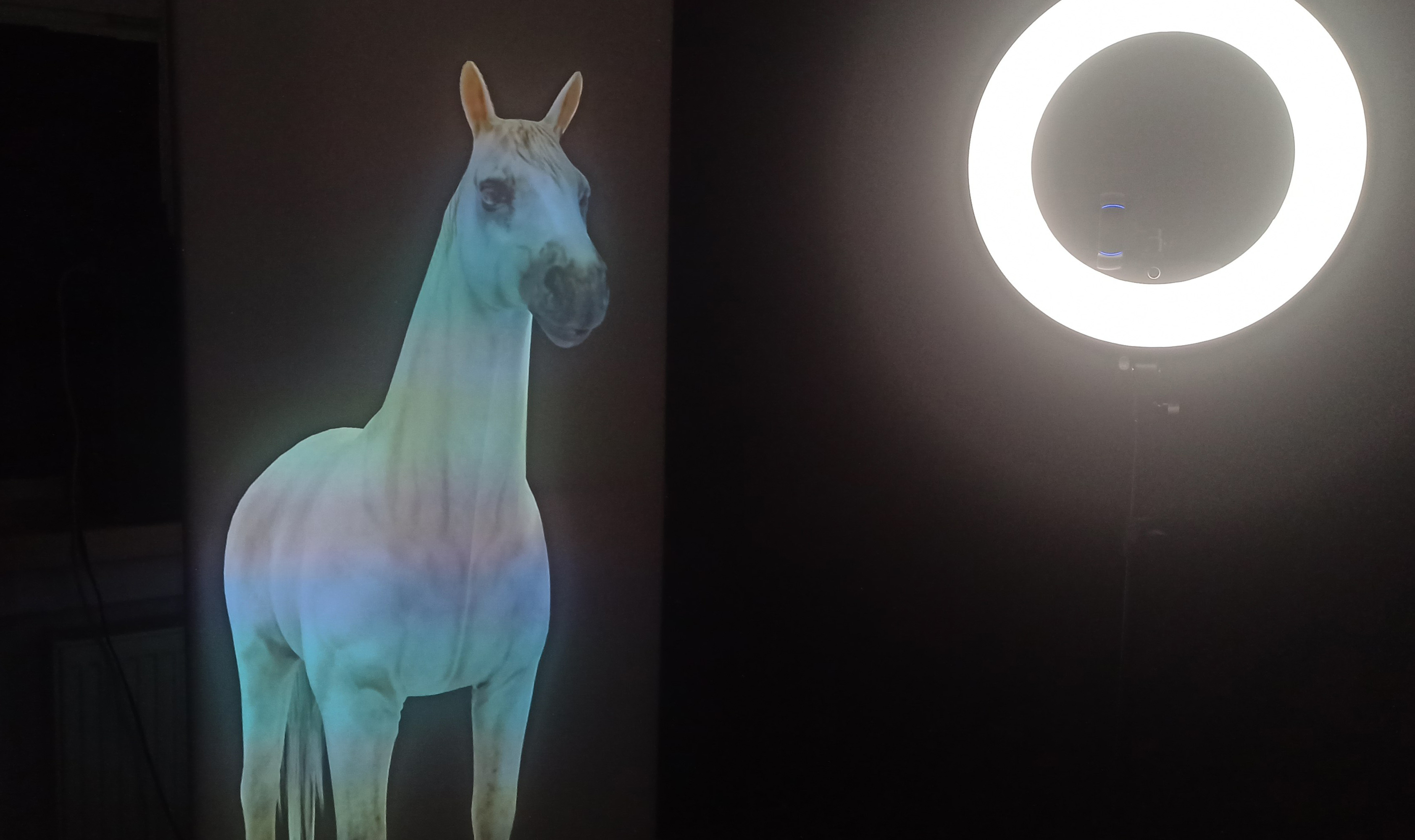
KI-Kunst-Installation „Smart Hans“ von Max Haarich zur Verdeutlichung des „Kluger-Hans-Effekts“

Im Bereich der Künstlichen Intelligenz beschreibt der Kluger-Hans-Effekt das Phänomen einer korrekten Vorhersage eines künstlichen Agenten, jedoch auf Grund von irrelevanten oder falschen Gründen im Sinne der Aufgabenstellung. Dies verdeutlichte der deutsche Konzeptkünstler Max Haarich mit seiner Kunst-Installation „Smart Hans“. Dank Künstlicher Intelligenz kann die Installation aus der Körperbewegung einer Person herauslesen, an welche Zahl sie gerade denkt.

## DerKluge Hansin der Belletristik
In den Kapiteln VI und VII seines Romans Stürmischer Frühling schildert der Schriftsteller Frank Thiess drei denkende Pferde, darunter ein Hänschen, die mithilfe eines Klopfbrettes auf einer Kreidetafel gezeigte ganzzahlige Rechenaufgaben (bis hin zu vierten Wurzeln aus sechsstelligen Zahlen) lösen und einfache Sätze in fehlerhafter Orthographie buchstabieren können. Thiess bezieht sich in einer Notiz zum Roman ausdrücklich auf Karl Kralls Werk Denkende Tiere sowie auf Maurice Maeterlincks Bericht Die denkenden Pferde von Elberfeld (in: Der fremde Gast, Jena 1914).
In Michael Köhlmeiers Roman  Matou lässt der Autor den Protagonisten und Ich-Erzähler Matou, einen sprechenden, lesenden, schreibenden und in Philosophie und Wissenschaften bewanderten Kater, vom Klugen Hans berichten.

## Literatur

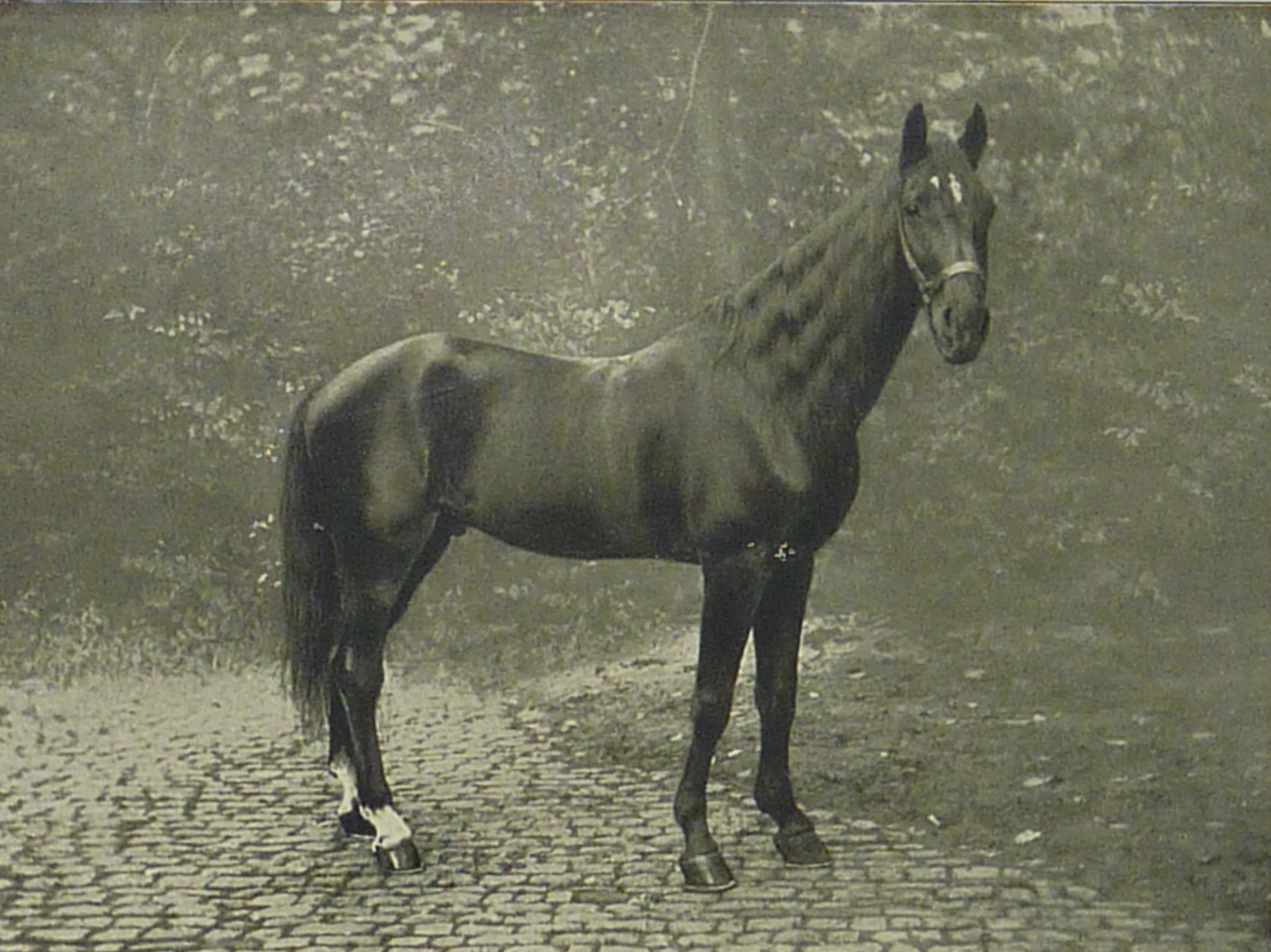
Der Kluge Hans, 1910

### Historisches
- Oskar Pfungst: Das Pferd des Herrn von Osten (Der Kluge Hans). Ein Beitrag zur experimentellen Tier- und Menschen-Psychologie. Verlag von Johann Ambrosius Barth, Leipzig 1907. (Volltext)

Oskar Pfungst: Der Kluge Hans: Ein Beitrag zur nichtverbalen Kommunikation. 3. Auflage. Frankfurter Fachbuchhandlung für Psychologie, Frankfurt am Main 1983, ISBN 3-89334-081-5. (Nachdruck des Originals von 1907)
- John Watson: Review of Oskar Pfungst's Das Pferd des Herrn von Osten. In: Journal of Comparative Neurology and Psychology. Band 18, 1908, S. 329–331.
- Karl Krall: Denkende Tiere. Beiträge zur Tierseelenkunde auf Grund eigener Versuche. Der kluge Hans und meine Pferde Muhamed und Zarif. Friedrich Engelmann, Leipzig 1912, S. 1–83. (online)

### Jüngere Publikationen
- Heike Baranzke: Nur kluge Hänschen kommen in den Himmel. Der tierpsychologische Streit um ein rechnendes Pferd zu Beginn des 20. Jahrhunderts. In: Friedrich Niewöhner, Jean-Loup Seban (Hrsg.): Die Seele der Tiere. (= Wolfenbütteler Forschungen. Band 94). Harrassowitz, Wiesbaden 2001, ISBN 3-447-04475-6, S. 333–379.
- Hans Joachim Gross: Eine vergessene Revolution. Die Geschichte vom klugen Pferd Hans. In: Biologie in unserer Zeit. Band 44, Nr. 4, 2014, S. 268–272, doi:10.1002/biuz.201410544.

## Belege
1. 1 2 3  Der kluge Hans – ein Orlow-Traber versetzt die Welt in Erstaunen. (Memento vom 10. September 2014 im Internet Archive) Auf: unsere-kabardiner.de, eingesehen am 10. September 2014.
2. ↑  Grips und Tricks: 100 Jahre Diskussion über Intelligenzleistungen bei Tieren seit dem „Klugen Hans“. (Memento vom 14. Dezember 2004 im Internet Archive) Humboldt-Universität zu Berlin, Institut für Psychologie (2004).
3. ↑  Hans Joachim Gross: Eine vergessene Revolution. Die Geschichte vom klugen Pferd Hans. In: Biologie in unserer Zeit. Band 44, Nr. 4, 2014, S. 268–272, doi:10.1002/biuz.201410544.
4. ↑  Paul Watzlawick: Wie wirklich ist die Wirklichkeit? Piper, München 1978, ISBN 3-492-00474-1, S. 44.
5. ↑  Richard David Precht: Gemütlich, Höhle, auf Wiedersehen. In: Die Zeit. Nr. 20 vom 11. Mai 2005, Volltext.
6. ↑  Marc Naguib: Methoden der Verhaltensbiologie. Springer Berlin 2006, ISBN 3-540-33494-7, S. 40.
7. ↑  Sebastian Lapuschkin et al: Unmasking Clever Hans predictors and assessing what machines really learn. In: Nature Communications. Band 10, Artikel Nr. 1096, 2019, doi:10.1038/s41467-019-08987-4.
8. ↑  lab30: Erfolgreicher Neustart des Medienkunstfestivals stadtaugsburg.de, 2. November 2022.
9. ↑  Frank Thiess: Stürmischer Frühling. Ein Roman unter jungen Menschen. rororo Taschenbuch 62, Hamburg 1952
10. ↑  Michael Köhlmeier: Matou. Hanser, München 2021, ISBN 978-3-446-27079-4